# Дани Родрик
Дани Родрик (на турски: Dani Rodrik) е турски икономист от еврейски произход.

## Биография
Дани Родрик, който принадлежи към семейство сефарадски евреи, емигрирало от Испания преди пет века, е роден в Истанбул на 14 август 1957 г. Завършва Робърт колеж през 1976 г. Получава бакалавърска и магистърска степен от Харвардския университет и докторска степен от Принстънския университет (1985) в САЩ.
От 1982 г. проф. д-р Дани Родрик преподава международна политическа икономия в Училището по управление „Кенеди“ към Харвардския университет, където през 1990 г. е избран за професор. Основните области на научните му интереси са глобализацията, международната икономика, политическата икономия, икономическото развитие, икономическият растеж, неравенството в доходите и заплатите. Публикувал е много статии в тези области. В изследванията си обяснява какво представлява икономическата политика и защо някои правителства, които одобряват определена икономическа политика, имат по-добри резултати от други.
Сътрудничи на списанията, свързани с Националното бюро за икономически изследвания в Кеймбридж, Масачузетс, с Центъра за изследване на икономическата политика в Лондон, с Центъра за глобално развитие във Вашингтон, с Института за международна икономика „Питърсън“ и със Съвета за международни отношения в Ню Йорк. Редактор е в списание Review of Economics and Statistics. Бенефициент е на грантове за научни изследвания от Фондация „Рокфелер“, Корпорация „Карнеги“ и Фондация „Форд“.
Негови колонки излизат в турския всекидневник „Радикал“ от юли 2009 г. до закриването на вестника през 2016 г.
През 2002 г. той е удостоен с наградата „Леонтиев“ за напредък в границите на икономическата мисъл от Института за глобално развитие и околна среда на Университета „Тафтс“.
Той е женен за Пънар Доган, дъщеря на пенсионирания армейски генерал Четин Доган.
Редовен член е на турската Академия на науките Bilim.
На 8 ноември 2019 г. става почетен доктор на университета „Еразъм“ в Ротердам.